# Few Like Me
Few Like Me is het debuutalbum van de Nederlandse zangeres Birgit. "I Know", "Few Like You" en "Lover" zijn als single uitgebracht.

## Nummers
1. "Intro" (live in Bunnik, 1982)
2. "Oblivious"
3. "I Know"
4. "Fake"
5. "Lover"
6. "Crazy"
7. "Just What I Needed"
8. "I Own You"
9. "Lost Without Your Love"
10. "Cruising"
11. "Born Again"
12. "Few Like You"
13. "What's Your Age?"
14. "Outro" (live in Bunnik, 1982)